# 新开口镇
新开口镇，是中华人民共和国天津市宝坻区下辖的一个乡镇级行政单位。

## 行政区划
新开口镇下辖以下地区：
新开口村、王家口村、卷子村、彭家务村、焦庄村、小王辛庄村、洛水坨村、何各庄村、丁庄子村、种北村、种西村、种东村、八户村、彩家甫村、前陈甫村、耿庄村、郭庄村、六户村、龙尾屯村、江石窝村、前六口村和后六口村。